# Khoren Bayramyan
Khoren Roberti Bayramyan (en armenio: Խորեն Ռոբերտի Բայրամյան; Koti, Noyemberyan, 7 de enero de 1992) es un futbolista armenio con nacionalidad rusa, que juega en la demarcación de centrocampista para el FC Rostov de la Liga Premier de Rusia.

## Selección nacional
Tras jugar con la selección de fútbol sub-18 de Rusia, la sub-19 y la sub-21, y tras finalmente elegir representar a Armenia, su país natal, finalmente hizo su debut con la selección absoluta el 5 de septiembre de 2020. Lo hizo en un partido de la Liga de Naciones de la UEFA contra Macedonia del Norte que finalizó con un resultado de 2-1 a favor del combinado macedonio tras los goles de Ezgjan Alioski y Ilija Nestorovski para Macedonia del Norte, y de Tigran Barseghyan para Armenia.

### Goles internacionales
| # | Fecha                 | Lugar                                                | Oponente | Gol | Resultado | Competición                                |
| - | --------------------- | ---------------------------------------------------- | -------- | --- | --------- | ------------------------------------------ |
| 1 | 11 de octubre de 2020 | Estadio Municipal de Tychy, Tychy, Polonia           | Georgia  | 1–0 | 2–2       | Liga de Naciones de la UEFA 2020-21        |
| 2 | 28 de marzo de 2021   | Estadio Republicano Vazgen Sargsyan, Ereván, Armenia | Islandia | 2–0 | 2–0       | Clasificación para la Copa Mundial de 2022 |

## Clubes
| Club                         | País  | Año       | Partidos | Goles |
| ---------------------------- | ----- | --------- | -------- | ----- |
| FC Rostov                    | Rusia | 2011-2013 | 20       | 0     |
| FC Rotor Volgograd (cedido)  | Rusia | 2013-2014 | 17       | 2     |
| FC Volgar Astrakhan (cedido) | Rusia | 2014-2015 | 34       | 2     |
| FC Rostov                    | Rusia | 2015-2018 | 47       | 1     |
| FC Rubin Kazán               | Rusia | 2018-2019 | 28       | 2     |
| FC Rostov                    | Rusia | 2019-     | 177      | 10    |